# Панайотис Мацос
Панайотис Мацос (на гръцки: Παναγιώτης Γεωργίου Μάτσος) е гръцки юрист и политик.

## Биография
Роден е на 20 април 1911 година в Солун, Османската империя, в семейството на Георгиос Мацос. Учи право и икономика в Атинския университет. Завършва висше образование в Германия. В 1937 година става адвокат в Солун. Назначен е за номарх (областен управител) на Лерин в 1960 година. След това от 1964 до юли 1965 година е номарх на Драма. Номарх е на Месения от юли 1965 година до 1967 година, на Сяр от март до май 1967 година, на Пиерия от 1967 до 1968 година и на Ираклио от 1968 година до 1970 година.
Самоубива се в дома си на улица „Георгиос Ласанис“ в Солун в 1976 година, тъй като страда от частична парализа.